# 1828 в Україні

## Події
- засноване Азовське козацьке військо

## Особи

### Народились
- 2 лютого, Генрик Яблонський (1828—1869) — українсько-польський громадсько-політичний діяч, публіцист, польський поет, французький дипломат.
- 15 березня, Сухомлинов Михайло Іванович (1828—1901) — російський філолог і літературознавець українського походження, народився у Харкові, професор Петербурзького Університету (з 1860), академік.
- 18 березня, Макаров Микола Якович (1828—1892) — чиновник, журналіст, культурно-просвітній діяч, знайомий Тараса Шевченка
- 24 березня, Лебединцев Феофан Гаврилович (1828—1888) — український педагог, історик, громадський і церковний діяч, літератор, журналіст. Основоположник української періодики. Засновник, видавець і перший редактор журналу «Киевская Старина».
- 23 квітня, Ганна Барвінок (1828—1911) — українська письменниця.
- 5 травня, Вільгельм Леопольський (1828—1892) — польський художник.
- 20 травня, Харський Гнат Іванович (1828—1882) — український педагог, статський радник.
- 30 червня, Стрельбицький Іван Опанасович (1828—1900) — український та російський геодезист, картограф, генерал від інфантерії.
- 7 серпня, Завадський Михайло Адамович (1828—1887) — український композитор, музичний педагог, піаніст.
- 15 серпня, Пономарьов Степан Іванович (1884—1913) — український і російський філолог і бібліограф.
- 16 вересня, Доронович Мойсей Захарович (1828—1891) — краєзнавець Поділля, священик.
- 17 листопада, Михайло Полянський (1828—1904) — автор перших підручників з природознавства руською (українською) мовою, літератор, гімназіяльний професор.
- Кішка Петро Маркович (1828—1882) — легендарний матрос, учасник Кримської війни.
- Франц Костек (1828—1883) — український педагог, греко-католицький священик, доктор богослов'я, ректор Львівського університету (1870—1871), посол-віриліст до Галицького крайового сейму.
- Красицький Йосиф (1828—1908) — руський священик (УГКЦ), громадський діяч (москвофіл), поет, посол Галицького сейму 3, 4, 5-го скликань.
- Кулішер Рувим Мойсейович (1828—1896) — медик, доктор медицини і публіцист.
- Мандичевський Корнило (1828—1914) — український галицький священик (УГКЦ), громадсько-політичний діяч, посол до Галицького сейму 3, 4, 5, 6, 7, 8-го скликань.
- Пржецлавський Костянтин Леонардович (1828—1876 ?) — художник.
- Філімонов Георгій Дмитрович (1828—1898) — російський археолог, історик мистецтва, музейний працівник, антиквар.
- Шишацький-Ілліч Олександр Васильович (1828—1859) — український поет і етнограф.
- Ярмохович Іван Матвійович (1828—1896) — український художник, педагог.

### Померли
- 18 квітня, Тимон Заборовський (1799—1828) — польський письменник.
- 25 квітня, Пільгер Федір Васильович (1761—1828) — один з найперших ветеринарних професорів на землях сучасної України.
- 19 травня, Милорадович Григорій Петрович (1765—1828) — малоросійський Генеральний Суддя. Організатор поштових служб в Україні та Литві.
- 24 травня, Енгельгардт Василь Васильович (1755—1828) — російський поміщик, дійсний таємний радник, сенатор.
- 4 серпня, Платон (Березин) (1788—1828) — церковний діяч, ректор Київської духовної академії, архімандрит Дмитровського Борисоглібського монастиря.
- 16 серпня, Булгарі Яків Миколайович (? — 1828) — граф, чиновник, поміщик, дійсний статський радник, член Товариства наук при Харківськом університеті (1823) та таємної організації Філікі Етерія.
- 28 грудня, Міхал Чацький (1753/1755-1828) — писар, публіцист того часу, великий коронний підчаший з 1785 року.

## Засновані, створені
- Євпаторійський морський торговельний порт
- Бобринецький повіт
- Вулиця Гоголя (Одеса)
- Вулиця Маразліївська
- Пам'ятник Арману де Рішельє
- Товариство сільського господарства Південної Росії
- Воронцовський палац (Алупка)
- готель Лондонський (Одеса)
- Покровська церква (Крюків)
- Церква святого архистратига Михаїла (Литячі)
- Завод пивоваріння Ямпольського
- Зоря (Розівський район)
- Миролюбівка (Нововоронцовський район)

## Зникли, скасовані
- Ольвіопольський повіт